# Animatrix
Animatrix (The Animatrix) è un film collettivo d'animazione a episodi statunitense del 2003. Il film è una raccolta di cortometraggi animati ispirati direttamente al film Matrix scritto e diretto da Lana e Lilly Wachowski, ed è una co-produzione nippo-americana della Warner Bros., della Madhouse e dello Studio 4°C. I registi/autori di Matrix hanno contribuito a quest'operazione scrivendo i primi tre dei nove episodi presenti in Animatrix.
I nove episodi sono diretti da alcuni tra i maggiori registi giapponesi di anime e risentono dell'influenza della cultura e dell'arte giapponese. Ognuno di essi, di durata variabile, narra una storia diversa, è indipendente e realizzato con uno stile differente. Si va dalle scene simulate in grafica computerizzata del primo episodio (L'ultimo volo dell'Osiris), a cartoni animati dalla tecnica più tradizionale, fino a esiti più sperimentali come per l'ultimo episodio (Immatricolato).
Le storie sviluppano alcuni temi o sono degli antefatti del film, del quale in alcuni casi appaiono i personaggi originali (in questi casi gli interpreti originali Keanu Reeves/Neo, Carrie-Anne Moss/Trinity, Clayton Watson/Kid hanno prestato la voce). La colonna sonora ripropone anche temi tratti dal film.

## Trama

### Episodio #01: "L'ultimo volo della Osiris (Final Flight of the Osiris)"
Diretto da Andrew R. Jones, è un breve prequel del film Matrix Reloaded e punto di partenza del videogame Enter The Matrix. Narra la storia dell'ultima missione della Osiris (nave simile alla Nabucodonosor del primo Matrix) e del suo equipaggio, missione che consiste nell'avvertire in tempo la città di Zion di una nuova terribile minaccia da parte delle Macchine. Infatti la missione di partenza di Enter The Matrix consiste proprio nel recuperare la lettera con l'avvertimento della minaccia delle macchine, lettera letta e discussa all'inizio di Matrix Reloaded.

### Episodi #02 + #03: "Il secondo rinascimento parte 1 + parte 2 (The Second Renaissance Part 1 + Part 2)"
Scritto dalle sorelle Wachowski e diretto da Mahiro Maeda, racconta la storia  della nascita e dell'ascesa al potere delle "Macchine". È forse una metafora rovesciata in cui i robot sono operai oppressi e sfruttati, una minoranza di diversi discriminati e perseguitati dall'odio della popolazione umana, in un crescendo di tensioni sociali che degenererà in una guerra, nella quale gli esseri umani dimostreranno ancora una volta una certa stoltezza. Questi episodi svelano infine che Zion, oltre che essere l'ultima città libera degli umani, ospita anche un’intelligenza artificiale, simbolicamente di sesso femminile e che essa rappresenta l'archivio storico della civiltà umana fino al suo crollo. Zion è la voce narrante di entrambi gli episodi ed è lei a raccontare allo spettatore come le macchine ascesero al potere e nacque Matrix. Zion guarda, con tristezza e compassione, gli eventi che portarono l'uomo alla rovina. Ciò indica Zion come un altro programma simile all'Oracolo che desidera la fine della guerra.

### Episodio #04: "Storia di un ragazzo (Kid's Story)"
Allo stesso modo con cui Neo fu contattato da Morpheus, qui Neo contatta The Kid (il ragazzo), che si troverà ben presto braccato dagli Agenti, all'interno della stessa scuola frequentata dal ragazzo. Segue una lunga fuga frenetica, resa con uno stile grafico cinetico e nervoso.
The Kid (il cui nome in Matrix è Michael Karl Popper) è il giovane pedante che accoglie Neo appena tornato a Zion in Matrix Reloaded ed è l'unica persona di Matrix che è stata capace di "uscire" dalla matrice autonomamente, senza l'aiuto di nessuna pillola rossa. L'episodio è stato diretto da Shinichiro Watanabe, regista della serie Cowboy BeBop.

### Episodio #05: "Il programma (Program)"
La location è il paesaggio invernale di un Medioevo giapponese, l'ambiente simulato in cui Cis, aspirante guerriera di Zion, viene addestrata. Sarà chiamata a scegliere tra l'amore e la fedeltà alla causa del genere umano, per poi scoprire che si tratta solo di una prova di fedeltà alla causa.
Il disegno si ispira alle tematiche e allo stile degli antichi dipinti del Sol Levante. Regia e soggetto sono di Yoshiaki Kawajiri.

### Episodio #06: "Record del mondo (World Record)"
Scritto da Yoshiaki Kawajiri e diretto da Takeshi Koike. Dan è un velocista afroamericano, detentore del record mondiale. La sua incredibile forza di volontà, prima ancora che la potenza e la forza fisica, durante una gara gli permettono per un attimo di rompere quella simulazione che - come un fato inevitabile - comanda occultamente i destini degli esseri umani. Gli Agenti, però, non possono permetterlo, così fanno in modo che egli non possa camminare più. Benché essi cerchino di fermarlo, la volontà di Dan sorpassa il sistema; nelle ultime scene egli si alza in piedi dalla sedia a rotelle, mostrando così che la volontà umana non potrà mai completamente essere sottomessa.

### Episodio #07: "Aldilà (Beyond)"
Di Koji Morimoto. La storia è ambientata in una tranquilla città, un'ordinaria periferia. Tuttavia, anche una perfetta simulazione come Matrix ha i suoi bug (errori di programmazione) e questo ha generato una piccola zona anomala in cui sono presenti errori di rendering: qui le leggi fisiche sono sospese e tutto sembra possibile. La giovane e carina Yoko, e alcuni bambini lo vedono come un fantastico campo di giochi; tuttavia, stanno per arrivare i debugger. Questo episodio può raccontare in modo indiretto, come accennato dall'Oracolo in Matrix Reloaded, dell'esistenza dei programmi esiliati presenti in Matrix che hanno rifiutato la cancellazione e che si sono infine nascosti.

### Episodio #08: "Detective story (A Detective Story)"
Scritto e diretto ancora da Shinichiro Watanabe, è un bianco e nero che si ispira al cinema noir degli anni quaranta. Narra la storia del detective privato Ash, che viene inaspettatamente assunto per un misterioso incarico: catturare una pericolosa hacker chiamata Trinity (nell'originale doppiata dalla stessa Carrie-Anne Moss), già molto conosciuta nel giro del malaffare. Ash tuttavia nutre da subito un brutto presentimento riguardo all'indagine che gli hanno affidato, in quanto tutti i detective privati che hanno accettato il caso sono spariti, morti suicidi o impazziti. Trovando alcuni indizi sulla storia di Alice nel Paese delle Meraviglie, Ash inizia a chattare con tutti gli hacker che hanno avuto a che fare con Trinity. Riesce infine a mettersi in contatto con lei e a incontrarla su un treno. Tuttavia ciò era un test messo in atto dalla donna, la quale aveva intuito che Ash è uno di quei pochi che rifiuta Matrix e che cerca la libertà. In un finale tragico in cui i due cercano di scappare insieme, il detective rimane ucciso o gravemente ferito da un colpo di pistola sparato da Trinity perché gli Agenti che li inseguono si sono impossessati del suo corpo. 
Questo episodio può indicare come una delle versioni precedenti di Matrix fosse stata modellata sul tempo degli anni '40 e come Trinity in passato, prima che incontrasse Neo, abbia cercato di aiutare altri individui che volevano liberarsi da Matrix.

### Episodio #09: "Immatricolato (Matriculated)"
Scritto e diretto da Peter Chung. Una sonda-robot di Matrix viene catturata da un piccolo gruppo di ribelli, avventuratisi in superficie. Gli umani vi si collegheranno in una onirica simulazione, tentando di insegnare alla macchina cosa significhi la condizione umana, lasciandogli la libera scelta. In questo modo, molte altre macchine prese in precedenza, comprendono la loro condizione di schiavitù del sistema da loro stesse creato, decidendo di ribellarvisi. In questa scelta il colore dei loro occhi cambia da rosso al verde.
Si tratta di una riflessione sul rapporto di interdipendenza uomo-macchina, visto dall'originale punto di vista della macchina. È anche l'episodio dallo stile più marcatamente sperimentale, grazie alla fusione di varie tecniche espressive.

## Crediti

### Personaggi e doppiatori
| Personaggio                 | Doppiatore originale      | Doppiatore italiano       |
| L'ultimo volo dell'Osiris   | L'ultimo volo dell'Osiris | L'ultimo volo dell'Osiris |
| --------------------------- | ------------------------- | ------------------------- |
| Thadeus                     | Kevin Michael Richardson  | Stefano Mondini           |
| Jue                         | Pamela Adlon              | Daniela Abbruzzese        |
| Uomo dell'equipaggio        | John DiMaggio             |                           |
| Robbie                      | Tom Kenny                 | Luigi Ferraro             |
| Pilota                      | Rick Gomez                | Danilo De Girolamo        |
| Donna dell'equipaggio       | Tara Strong               |                           |
| Anziana                     | Bette Ford                | Angiolina Quinterno       |
| Secondo Rinascimento        |                           |                           |
| L'Istruttore                | Julia Fletcher            |                           |
| Speaker della 01 Versastran | Dane Davis                | Pierluigi Astore          |
| Bambino                     | Debi Derryberry           | Monica Ward               |
| Madre                       | Jill Talley               | Stefania Romagnoli        |
| Storia di un ragazzo        |                           |                           |
| Kid                         | Clayton Watson            | George Castiglia          |
| Neo                         | Keanu Reeves              | Luca Ward                 |
| Trinity                     | Carrie-Anne Moss          | Emanuela Rossi            |
| Insegnante                  | John DeMita               | Pierluigi Astore          |
| Poliziotto                  | Kevin Michael Richardson  | Elio Marconato            |
| Il programma                |                           |                           |
| Cis                         | Hedy Burress              |                           |
| Duo                         | Phil LaMarr               | Massimo Rossi             |
| Kaiser                      | John DiMaggio             | Stefano Mondini           |
| Record del mondo            |                           |                           |
| Dan                         | Victor Williams           | Roberto Draghetti         |
| Padre di Dan                | John Wesley               | Toni Orlandi              |
| Tom                         | Alex Fernandez            | Alessandro Tiberi         |
| Giornalista                 | Allison Smith             | Beatrice Margiotti        |
| Infermiera                  | Tara Strong               | Monica Ward               |
| Agente 1                    | Matt McKenzie             | Elio Marconato            |
| Agente 2                    | Kevin Michael Richardson  | Elio Marconato            |
| Narratrice                  | Julia Fletcher            |                           |
| Aldilà                      |                           |                           |
| Yoko                        | Hedy Burress              | Ilaria Latini             |
| Casalinga                   | Tress MacNeille           | Stefania Romagnoli        |
| Pudgy                       | Kath Soucie               | Alessio De Filippis       |
| Manabu                      | Pamela Adlon              | Stefano De Filippis       |
| Masa                        | Kath Soucie               |                           |
| Misha                       | Tara Strong               | Federica De Bortoli       |
| Kenny                       | Tress MacNeille           | Monica Ward               |
| Sara                        | Kath Soucie               |                           |
| Agente                      | Matt McKenzie             | Elio Marconato            |
| Detective Story             |                           |                           |
| Ash                         | James Arnold Taylor       |                           |
| Trinity                     | Carrie-Anne Moss          | Emanuela Rossi            |
| Clarence                    | Terrence C. Carson        |                           |
| Agente                      | Matt McKenzie             |                           |
| Immatricolato               |                           |                           |
| Alexa                       | Melinda Clarke            | Laura Latini              |
| Nonaka                      | Dwight Schultz            | Vladimiro Conti           |
| Chyron                      | Rodney Saulsberry         | Germano Basile            |
| Raul                        | James Arnold Taylor       |                           |
| Rox                         | Olivia d'Abo              | Monica Ward               |
| Sandro                      | Jack Fletcher             |                           |

### Staff
| L'ultimo volo dell'Osiris | L'ultimo volo dell'Osiris | L'ultimo volo dell'Osiris |
| ------------------------- | ------------------------- | ------------------------- |
| Regia                     | Andrew R. Jones           |                           |
| Sceneggiatura             | Lana e Lilly Wachowski    |                           |
| Studio                    | Square USA                |                           |
| Secondo Rinascimento      |                           |                           |
| Regia                     | Mahiro Maeda              |                           |
| Sceneggiatura             | Mahiro Maeda              |                           |
| Soggetto                  | Lana e Lilly Wachowski    |                           |
| Animazione                | Studio 4°C                |                           |
| Storia di un ragazzo      |                           |                           |
| Regia                     | Shinichirō Watanabe       |                           |
| Sceneggiatura             | Shinichirō Watanabe       |                           |
| Soggetto                  | Lana e Lilly Wachowski    |                           |
| Animazione                | Studio 4°C                |                           |
| Il programma              |                           |                           |
| Regia                     | Yoshiaki Kawajiri         |                           |
| Sceneggiatura             | Yoshiaki Kawajiri         |                           |
| Animazione                | Madhouse                  |                           |
| Record del mondo          |                           |                           |
| Regia                     | Takeshi Koike             |                           |
| Sceneggiatura             | Yoshiaki Kawajiri         |                           |
| Animazione                | Madhouse                  |                           |
| Aldilà                    |                           |                           |
| Regia                     | Kōji Morimoto             |                           |
| Sceneggiatura             | Kōji Morimoto             |                           |
| Animazione                | Studio 4°C                |                           |
| Detective Story           |                           |                           |
| Regia                     | Shinichirō Watanabe       |                           |
| Sceneggiatura             | Shinichirō Watanabe       |                           |
| Animazione                | Studio 4°C                |                           |
| Immatricolato             |                           |                           |
| Regia                     | Peter Chung               |                           |
| Sceneggiatura             | Peter Chung               |                           |
| Animazione                | DNA Productions           |                           |